# División de Honor de rugby 2022-23

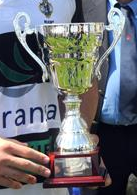
Trofeo entregado al campeón.

La División de Honor de rugby 2022-23 fue la 56.ª temporada de la División de Honor, la máxima categoría del rugby nacional español.

## Formato
La temporada tiene lugar entre octubre y mayo.
Los puntos se otorgan de la siguiente manera:
- 4 puntos por una victoria
- 2 puntos por empate
- 1 punto de bonificación al equipo que anota 4 ensayos o más en un partido
- 1 punto de bonificación al equipo que pierde un partido por 7 puntos o menos

La división está compuesta por trece equipos esta temporada en lugar de los doce habituales después de la controversia durante la temporada 2021-22. La Vila y Gernika terminaron undécimo y duodécimo, pero el Alcobendas descendió automáticamente por alinear a un jugador no elegible. Esto le valió a La Vila un indulto del descenso. Inicialmente, el Gernika estaba destinado a descender, pero argumentaron que la reducción de puntos de Alcobendas significaba que el equipo de Madrid técnicamente terminó último y que, por lo tanto, se les negó la oportunidad legítima de jugar contra el subcampeón de las eliminatorias de la División de Honor B, Belenos RC. La Federación Española de Rugby dictaminó que negarle a cualquiera de los dos equipos, Gernika o Belenos, un lugar en la máxima categoría sería injusto.
Se disputan dos fases. En la primera, cada equipo juega doce partidos, uno contra cada oponente. Luego, se forman dos grupos, en los que se conserva la puntuación y también juegan todos contra todos: el grupo A, con los seis mejores, y el grupo B, con los siete peores. Los equipos del grupos A y los dos mejores del B juegan las eliminatorias por el título (cuartos, semifinales y final); el quinto del B (undécimo general) disputa una promoción contra el subcampeón de la División de Honor B; y los dos últimos equipos del grupo B descienden automáticamente (en lugar de uno, debido al aumento a trece plazas).

## Ascenso y descenso
La División de Honor B está formada por tres grupos regionales. Los ocho mejores equipos de los tres grupos juegan entre sí; el campeón asciende a División de Honor, a expensas del equipo que finaliza último en la División de Honor. El subcampeón jugó una eliminatoria contra el undécimo equipo de la máxima categoría para decidir quién ocupa la plaza en ella la próxima temporada:
|  | Pozuelo Rugby Unión               | Pozuelo Rugby Unión               | 73 | 92 |  |
|  | Pozuelo Rugby Unión               | Pozuelo Rugby Unión               | 73 | 92 |  |
|  | Mazabi Santander Independiente RC | Mazabi Santander Independiente RC | 25 | 19 |  |
|  | Mazabi Santander Independiente RC | Mazabi Santander Independiente RC | 25 | 19 |  |

## Equipos
Descendió el Alcobendas y ascendieron Pozuelo y Belenos RC. Gernika fue readmitido a pesar de terminar último en la tabla el año pasado, lo que significa que la división creció a 13 miembros.
| Equipo                                   | Estadio                             | Capacidad | Ubicación                           |
| ---------------------------------------- | ----------------------------------- | --------- | ----------------------------------- |
| Recoletas Burgos - Universidad de Burgos | C. D. San Amaro                     | 1 000     | Burgos, Castilla y León             |
| Real Ciencias Enerside                   | Instalaciones Deportivas La Cartuja | 3 000     | Sevilla, Andalucía                  |
| CR Complutense Cisneros                  | Estadio Complutense                 | 12 400    | Madrid, Madrid                      |
| SilverStorm El Salvador Rugby            | Campos de Pepe Rojo                 | 5 000     | Valladolid, Castilla y León         |
| FC Barcelona Rugby                       | La Teixonera                        | 500       | Barcelona, Cataluña                 |
| CP Les Abelles                           | Polideportivo Quatre Carreres       | 500       | Valencia, Comunidad Valenciana      |
| AMPO Ordizia RE                          | Estadio Municipal de Altamira       | 1 000     | Villafranca de Ordizia, País Vasco  |
| Belenos Rugby Club                       | Estadio Santa Bárbara               | 3 000     | Avilés, Asturias                    |
| Pozuelo Rugby Unión                      | Valle de las Cañas                  | 500       | Pozuelo de Alarcón, Madrid          |
| Unió Esportiva Santboiana                | Baldiri Aleu                        | 3 500     | San Baudilio de Llobregat, Cataluña |
| VRAC Quesos Entrepinares                 | Campos de Pepe Rojo                 | 5 000     | Valladolid, Castilla y León         |
| Club de Rugby La Vila                    | Campo de Rugby El Pantano           | 1 550     | Villajoyosa, Valencia               |
| Grupo Intxausti Gernika Rugby Taldea     | Polideportivo Urbieta               | 1 000     | Guernica y Luno                     |

## Primera fase
| | Equipo                                   | Puntos | J  | G  | E | P  | PF  | PC  | DP   | EF | EC  | DE  | BO | BD |
| --- | ---------------------------------------- | ------ | -- | -- | - | -- | --- | --- | ---- | -- | --- | --- | -- | -- |
| 1 | VRAC Quesos Entrepinares                 | 53     | 12 | 11 | 0 | 1  | 386 | 170 | 216  | 50 | 19  | 31  | 8  | 1  |
| 2 | Real Ciencias Enerside                   | 49     | 12 | 10 | 0 | 2  | 481 | 192 | 289  | 73 | 20  | 53  | 8  | 1  |
| 3 | Recoletas Burgos - Universidad de Burgos | 47     | 12 | 10 | 0 | 2  | 502 | 245 | 257  | 65 | 35  | 30  | 6  | 1  |
| 4 | SilverStorm El Salvador                  | 36     | 12 | 7  | 1 | 4  | 356 | 240 | 116  | 48 | 29  | 19  | 5  | 1  |
| 5 | Barça Rugby                              | 34     | 12 | 7  | 0 | 5  | 406 | 288 | 118  | 57 | 35  | 22  | 2  | 4  |
| 6 | UE Santboiana                            | 34     | 12 | 7  | 1 | 4  | 360 | 292 | 68   | 48 | 37  | 11  | 2  | 2  |
| 7 | Complutense Cisneros                     | 33     | 12 | 7  | 0 | 5  | 271 | 262 | 9    | 31 | 31  | 0   | 3  | 2  |
| 8 | AMPO Ordizia                             | 25     | 12 | 5  | 0 | 7  | 306 | 343 | -37  | 39 | 41  | -2  | 2  | 3  |
| 9 | Pozuelo Rugby Unión                      | 23     | 12 | 5  | 0 | 7  | 337 | 405 | -68  | 40 | 56  | -16 | 2  | 1  |
| 10 | Pasek Belenos R. C.                      | 19     | 12 | 4  | 0 | 8  | 234 | 332 | -98  | 28 | 43  | -15 | 1  | 2  |
| 11 | C. P. Les Abelles                        | 18     | 12 | 3  | 0 | 9  | 267 | 346 | -79  | 33 | 46  | -13 | 2  | 4  |
| 12 | Grupo Intxausti Gernika R. T.            | 7      | 12 | 1  | 0 | 11 | 225 | 402 | -177 | 33 | 58  | -25 | 1  | 2  |
| 13 | C. R. La Vila                            | 0      | 12 | 0  | 0 | 12 | 84  | 698 | -614 | 9  | 104 | -95 | 0  | 0  |
| Fuente: Federación Española de Rugby: Clasificación de la División de Honor - Primera fase; actualización automática |                                          |        |    |    |   |    |     |     |      |    |     |     |    |    |

## Segunda fase

### Grupo A
|                                                                | Equipo                                   | Puntos | J  | G  | E | P | PF  | PC  | DP  | EF | EC | DE | BO | BD |
| -------------------------------------------------------------- | ---------------------------------------- | ------ | -- | -- | - | - | --- | --- | --- | -- | -- | -- | -- | -- |
| 1                                                              | VRAC Quesos Entrepinares                 | 70     | 17 | 14 | 1 | 2 | 562 | 272 | 290 | 75 | 34 | 41 | 10 | 2  |
| 2                                                              | Recoletas Burgos - Universidad de Burgos | 69     | 17 | 15 | 0 | 2 | 667 | 332 | 335 | 85 | 46 | 39 | 8  | 1  |
| 3                                                              | Real Ciencias Enerside                   | 61     | 16 | 12 | 1 | 3 | 581 | 270 | 311 | 88 | 29 | 59 | 10 | 1  |
| 4                                                              | UE Santboiana                            | 43     | 17 | 9  | 1 | 7 | 487 | 457 | 30  | 63 | 60 | 3  | 2  | 3  |
| 5                                                              | Barça Rugby                              | 38     | 16 | 8  | 0 | 8 | 501 | 430 | 71  | 69 | 54 | 15 | 2  | 4  |
| 6                                                              | SilverStorm El Salvador                  | 38     | 17 | 7  | 1 | 9 | 420 | 393 | 27  | 58 | 49 | 9  | 5  | 3  |
| Fuente: Federación Española de Rugby; actualización automática |                                          |        |    |    |   |   |     |     |     |    |    |    |    |    |

### Grupo B
|                                                                | Equipo                        | Puntos | J  | G | E | P  | PF  | PC  | DP   | EF | EC  | DE   | BO | BD |
| -------------------------------------------------------------- | ----------------------------- | ------ | -- | - | - | -- | --- | --- | ---- | -- | --- | ---- | -- | -- |
| 1                                                              | Complutense Cisneros          | 43     | 14 | 9 | 0 | 5  | 414 | 289 | 125  | 54 | 35  | 19   | 5  | 2  |
| 2                                                              | AMPO Ordizia                  | 39     | 16 | 8 | 0 | 8  | 502 | 442 | 60   | 68 | 53  | 15   | 4  | 3  |
| 3                                                              | Pasek Belenos R. C.           | 37     | 17 | 8 | 0 | 9  | 378 | 443 | -65  | 48 | 57  | -9   | 3  | 2  |
| 4                                                              | C. P. Les Abelles             | 27     | 15 | 5 | 0 | 10 | 364 | 421 | -57  | 44 | 56  | -12  | 2  | 5  |
| 5                                                              | Pozuelo Rugby Unión           | 26     | 16 | 5 | 0 | 11 | 428 | 529 | -101 | 52 | 71  | -19  | 2  | 4  |
| 6                                                              | Grupo Intxausti Gernika R. T. | 16     | 16 | 3 | 0 | 13 | 327 | 518 | -191 | 48 | 76  | -28  | 2  | 2  |
| 7                                                              | C. R. La Vila                 | 0      | 16 | 0 | 0 | 16 | 131 | 966 | -835 | 14 | 146 | -132 | 0  | 0  |
| Fuente: Federación Española de Rugby; actualización automática |                               |        |    |   |   |    |     |     |      |    |     |      |    |    |

## Fase final
|  | Cuartos de final                         | Cuartos de final   |                                          |                          | Semifinales        | Semifinales        |  |                          | Final              | Final              |  |
|  | 21 de mayo de 2023                       | 21 de mayo de 2023 |                                          |                          | 28 de mayo de 2023 | 28 de mayo de 2023 |  |                          | 3 de junio de 2023 | 3 de junio de 2023 |  |
|  |                                          |                    |                                          |                          |                    |                    |  |                          |                    |                    |  |
|  |                                          |                    |                                          |                          |                    |                    |  |                          |                    |                    |  |
|  | VRAC Quesos Entrepinares                 | 28                 |                                          |                          |                    |                    |  |                          |                    |                    |  |
|  | VRAC Quesos Entrepinares                 | 28                 |                                          |                          |                    |                    |  |                          |                    |                    |  |
|  | AMPO Ordizia                             | 17                 |                                          |                          |                    |                    |  |                          |                    |                    |  |
|  | AMPO Ordizia                             | 17                 |                                          | VRAC Quesos Entrepinares | 46                 |                    |  |                          |                    |                    |  |
|  |                                          |                    |                                          | VRAC Quesos Entrepinares | 46                 |                    |  |                          |                    |                    |  |
|  |                                          |                    | UE Santboiana                            | 11                       |                    |                    |  |                          |                    |                    |  |
|  | UE Santboiana                            | 38                 | UE Santboiana                            | 11                       |                    |                    |  |                          |                    |                    |  |
|  | UE Santboiana                            | 38                 |                                          |                          |                    |                    |  |                          |                    |                    |  |
|  | Barça Rugby                              | 31                 |                                          |                          |                    |                    |  |                          |                    |                    |  |
|  | Barça Rugby                              | 31                 |                                          |                          |                    |                    |  | VRAC Quesos Entrepinares | 40                 |                    |  |
|  |                                          |                    |                                          |                          |                    |                    |  | VRAC Quesos Entrepinares | 40                 |                    |  |
|  |                                          |                    | Recoletas Burgos - Universidad de Burgos | 34                       |                    |                    |  |                          |                    |                    |  |
|  | Real Ciencias Enerside                   | 36                 | Recoletas Burgos - Universidad de Burgos | 34                       |                    |                    |  |                          |                    |                    |  |
|  | Real Ciencias Enerside                   | 36                 |                                          |                          |                    |                    |  |                          |                    |                    |  |
|  | SilverStorm El Salvador                  | 12                 |                                          |                          |                    |                    |  |                          |                    |                    |  |
|  | SilverStorm El Salvador                  | 12                 |                                          | Real Ciencias Enerside   | 21                 |                    |  |                          |                    |                    |  |
|  |                                          |                    |                                          | Real Ciencias Enerside   | 21                 |                    |  |                          |                    |                    |  |
|  |                                          |                    | Recoletas Burgos - Universidad de Burgos | 28                       |                    |                    |  |                          |                    |                    |  |
|  | Recoletas Burgos - Universidad de Burgos | 32                 | Recoletas Burgos - Universidad de Burgos | 28                       |                    |                    |  |                          |                    |                    |  |
|  | Recoletas Burgos - Universidad de Burgos | 32                 |                                          |                          |                    |                    |  |                          |                    |                    |  |
|  | Complutense Cisneros                     | 22                 |                                          |                          |                    |                    |  |                          |                    |                    |  |
|  | Complutense Cisneros                     | 22                 |                                          |                          |                    |                    |  |                          |                    |                    |  |
|  |                                          |                    |                                          |                          |                    |                    |  |                          |                    |                    |  |